# Санта-Мария-дель-Анима
Санта-Мария-дель-Анима (лат. Sanctae Mariae de Anima; итал. La Chiesa di Santa Maria dell'Anima — церковь Пресвятой Девы Марии человеческих душ) — церковь немецкоязычных католиков в Риме. В прилегающих зданиях расположены коллегиум для священников, ораторий (молельня) и оспиций для паломников, прибывающих из немецкоязычных стран (Collegio е oratorio dell’ospizio dei tedeschi). Церковь расположена в центре Рима, западнее Пьяцца Навона и рядом с церковью Санта-Мария-делла-Паче. Это место упокоения голландского папы Адриана VI, а также кардиналов Вильгельма Энкенвоирта и Андрея Австрийского.

## История
Санта-Мария-дель-Анима — одно из многих средневековых благотворительных учреждений, построенных для паломников в Риме. Церковь возникла в 1350 году, когда Йоханнес (Ян) и Катарина Петерс Дордрехтские приобрели три дома и превратили их в частный приют для паломников по случаю Юбилейного 1350 года католической церкви. Ян Петерс, возможно, был голландским купцом или папским наёмным воином; Дордрехт, провинция Южная Голландия, принадлежал региону, который позже стал независимым. Оспиций (гостиница) был основан после 1386 года на частные пожертвования голландских торговцев, в то время подданных Священной Римской империи. Основатели назвали оспиций «Beatae Mariae Animarum» («Душами Благословенной Марии»).
21 мая 1406 года папа Иннокентий VII в своей булле «Piae Postulatio» объявил оспиций освобождённым от всякой юрисдикции, кроме папской, и взял его под свою непосредственную защиту. В 1431—1433 годах церковь стала национальной церковью прихожан Священной Римской империи и так называемой немецкой национальной церковью, а также приютом немецкоязычных паломников, прибывающих в Рим. В некоторых источниках церковь и оспиций называются австрийскими, поскольку все находились под покровительством империи Габсбургов.
Строительство новой, более вместительной церкви началось в 1500 году. Около 1523 года оно было завершено. Однако церковь освятили намного позднее, 25 ноября 1542 года. По одной из версий освящение и название церкви возникло в связи с фреской в куполе, изображающей Деву Марию-Спасительницу между двумя человеческими душами.
В течение пятнадцатого и шестнадцатого веков Санта-Мария-дель-Анима стала национальным и религиозным центром, а также местом захоронения в Риме выдающихся людей Священной Римской империи. В настоящее время церковь используется исключительно как приходская для немецкоязычного населения Рима.

## Архитектура
Иоганнес Бурхард из Страсбурга, возглавлявший «Фонд Санта-Мария-дель-Анима», намеревался построить церковь в «стиле Северной Европы», то есть зального типа с центральным и боковыми нефами одинаковой высоты. Здание с тремя нефами без трансепта и хора, заканчивается полукруглой апсидой. Трапециевидный план церкви, отчасти обусловленный участком свободной земли, также нехарактерен для итальянской архитектуры.
Высота колонн, поддерживающих четыре пролёта нефов, глубина восьми полукруглых в плане боковых капелл, а также колокольня (приписываемая Донато Браманте) сохраняют готический дух. Однако главный фасад, оформленный по проекту Андреа Сансовино и завершённый Джулиано да Сангалло построен в чисто итальянском стиле.
Интерьер церкви украшен фресками Джованни Франческо Гримальди, алтарь — живописью Карло Сарачени, Джулио Романо и скульптурами Франсуа Дюкенуа. Погребальный памятник папе Адриану VI (последнему неитальянскому папе до Иоанна Павла II) был заказан кардиналом Виллемом Энкенвортом, он находится с правой стороны хора. Монументальное сооружение создано между 1524 и 1527 годами по проекту архитектора Бальдассаре Перуцци. Скульптуры надгробия представляют собой аллегорические фигуры Правосудия, Мудрости, Смелости и Воздержания, они созданы скульптором Анджело ди Мариано, которому Джорджо Вазари посвятил краткую биографию под именем «Микеланджело Сенезе».
Надгробие Фердинанда ван дер Эйдема создал Ф. Дюкенуа (1594—1643).

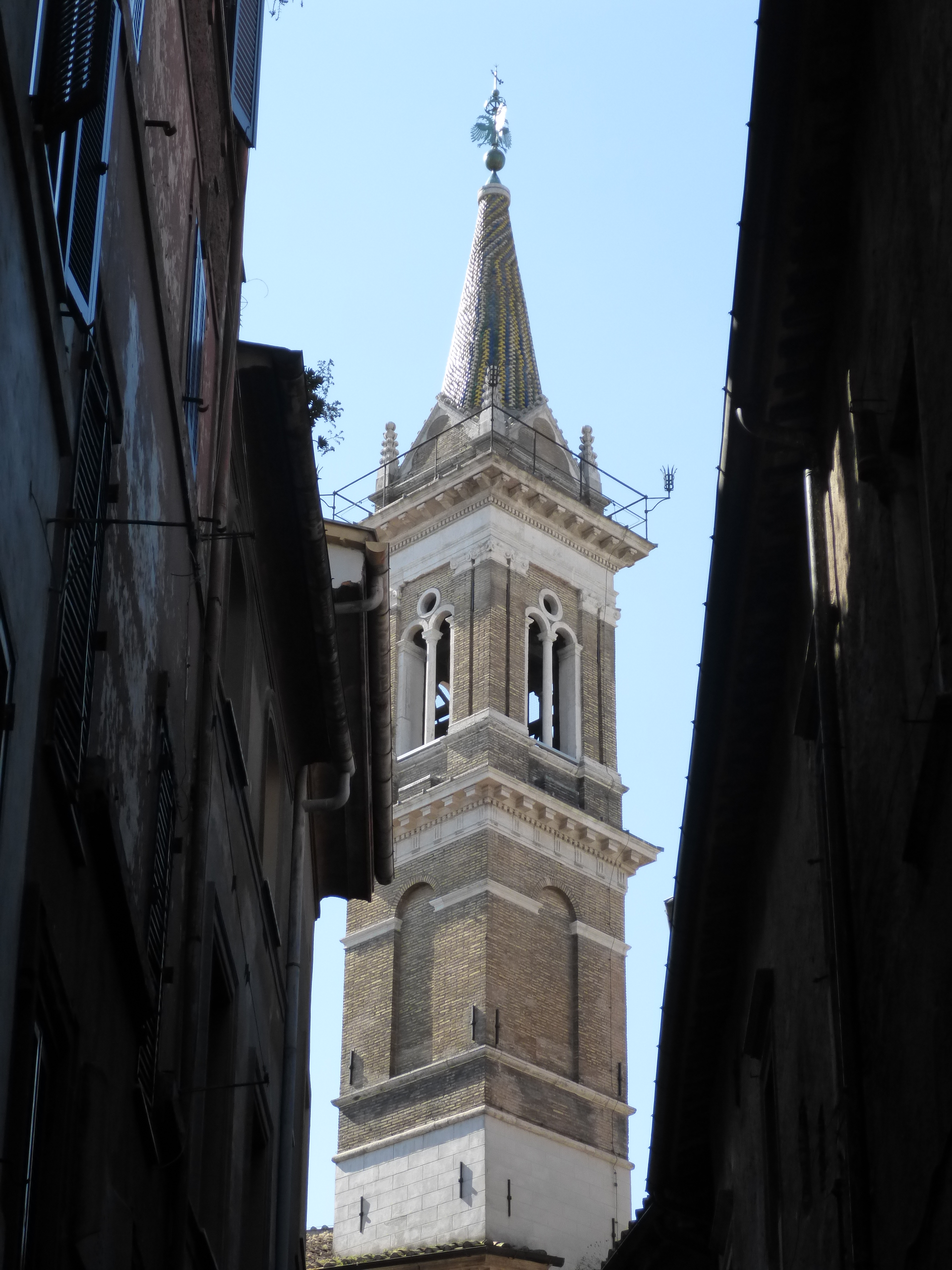
Кампанила (колокольня) церкви. 1516—1518
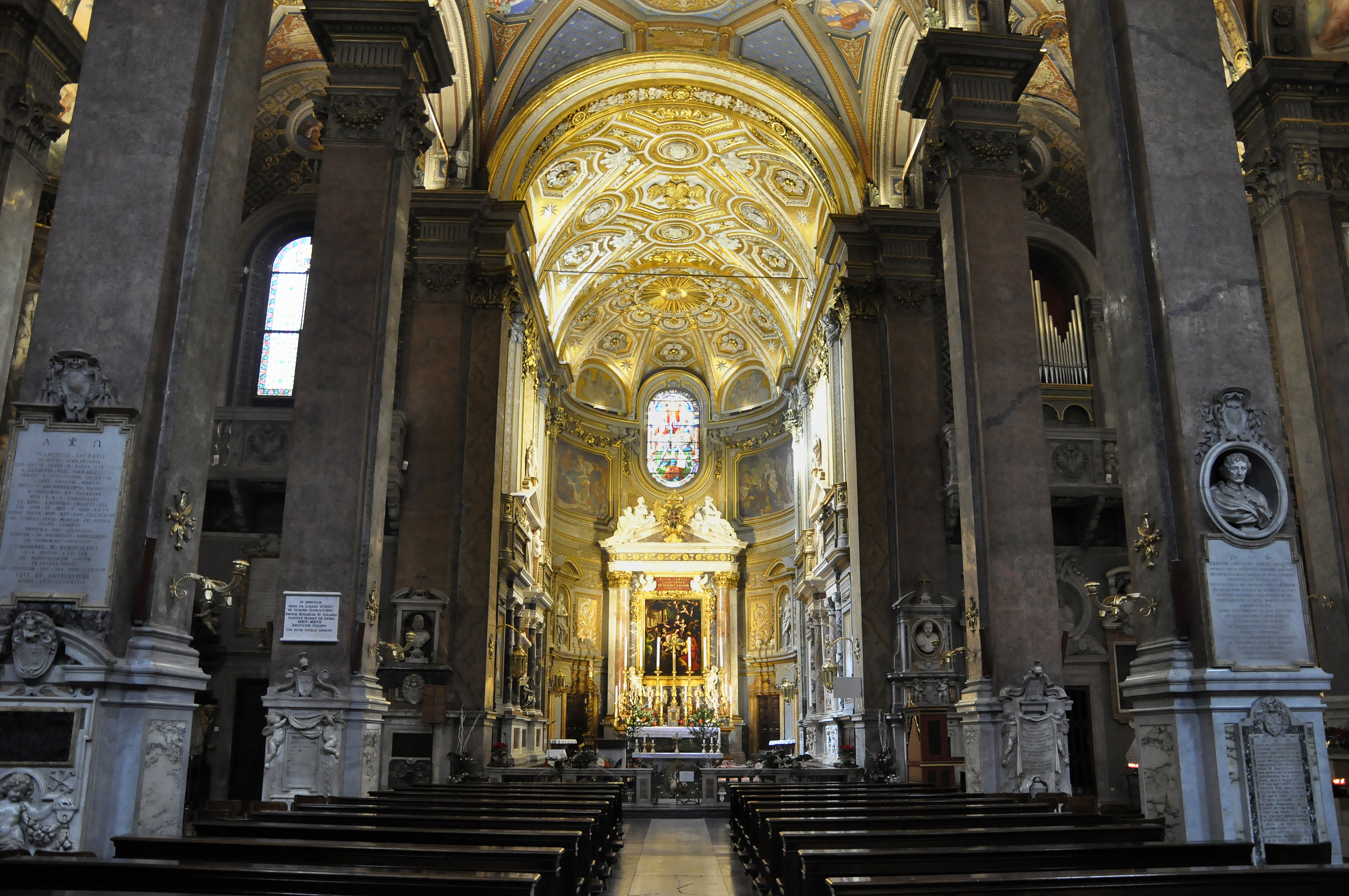
Интерьер
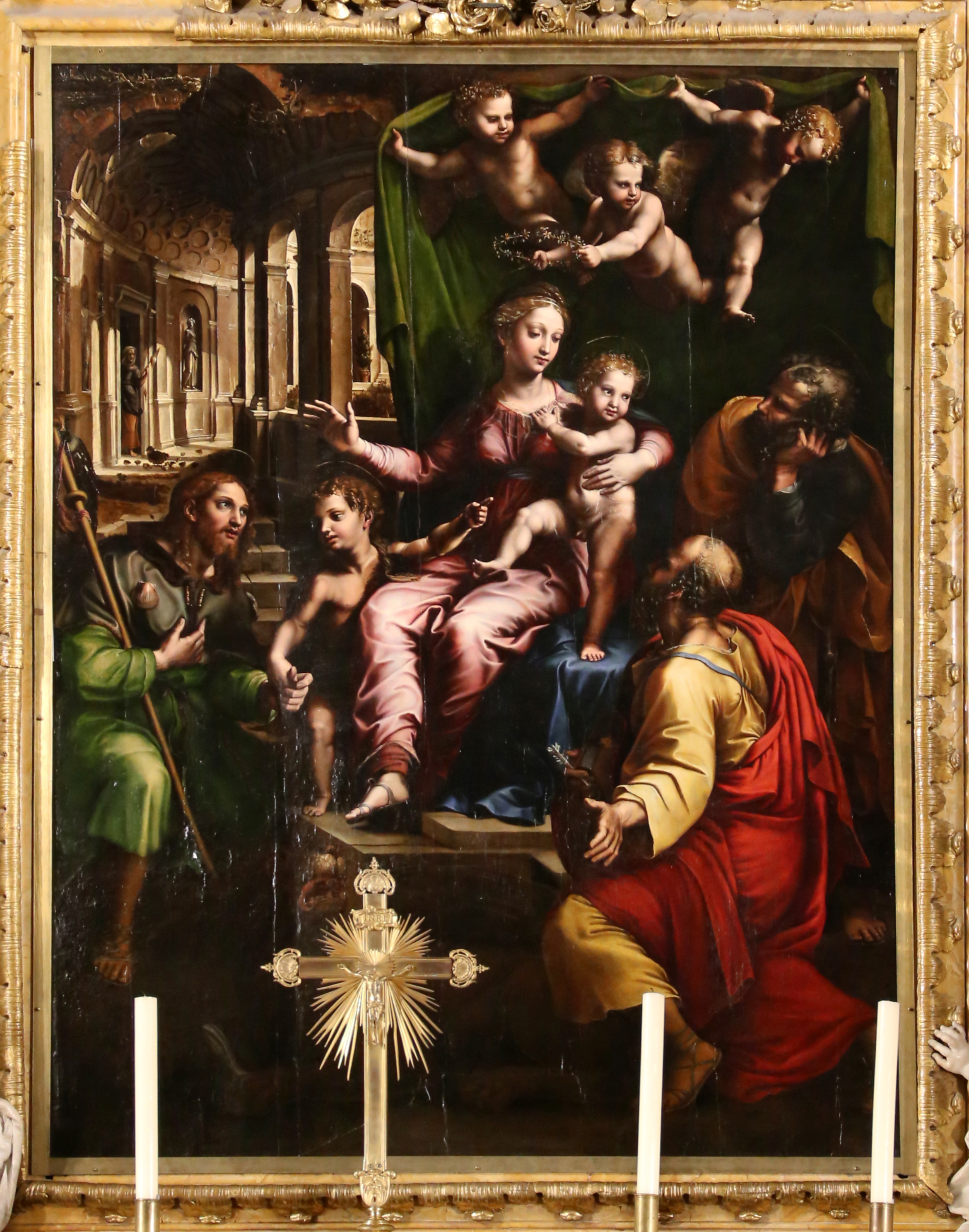
Главный алтарь (Алтарь Фуггера). Дж. Романо. Святое семейство со святыми Иаковом, Иоанном Крестителем и Марком. 1522
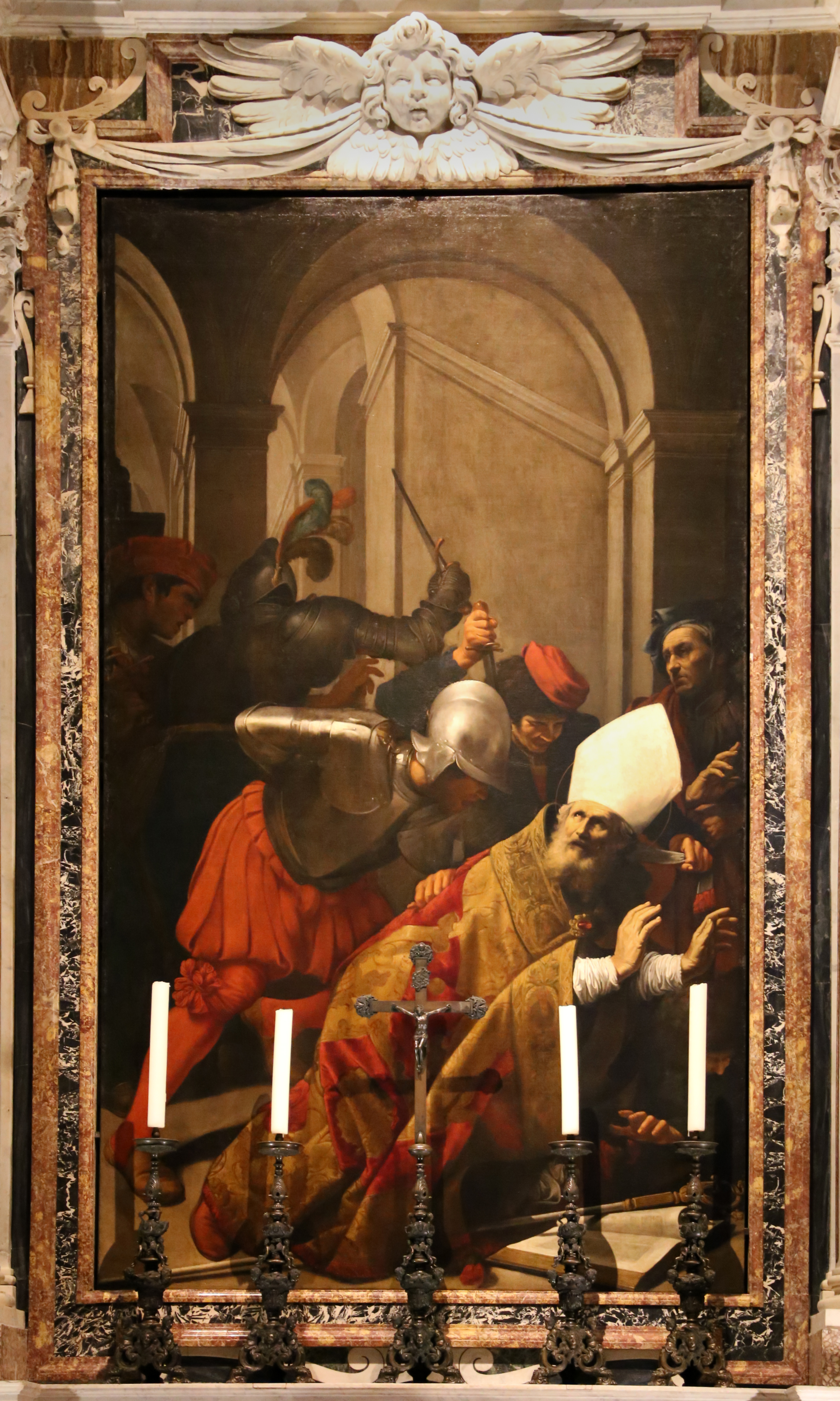
К. Сарачени. Мученичество Святого Ламберто. Капелла Сант-Ламберто. 1618
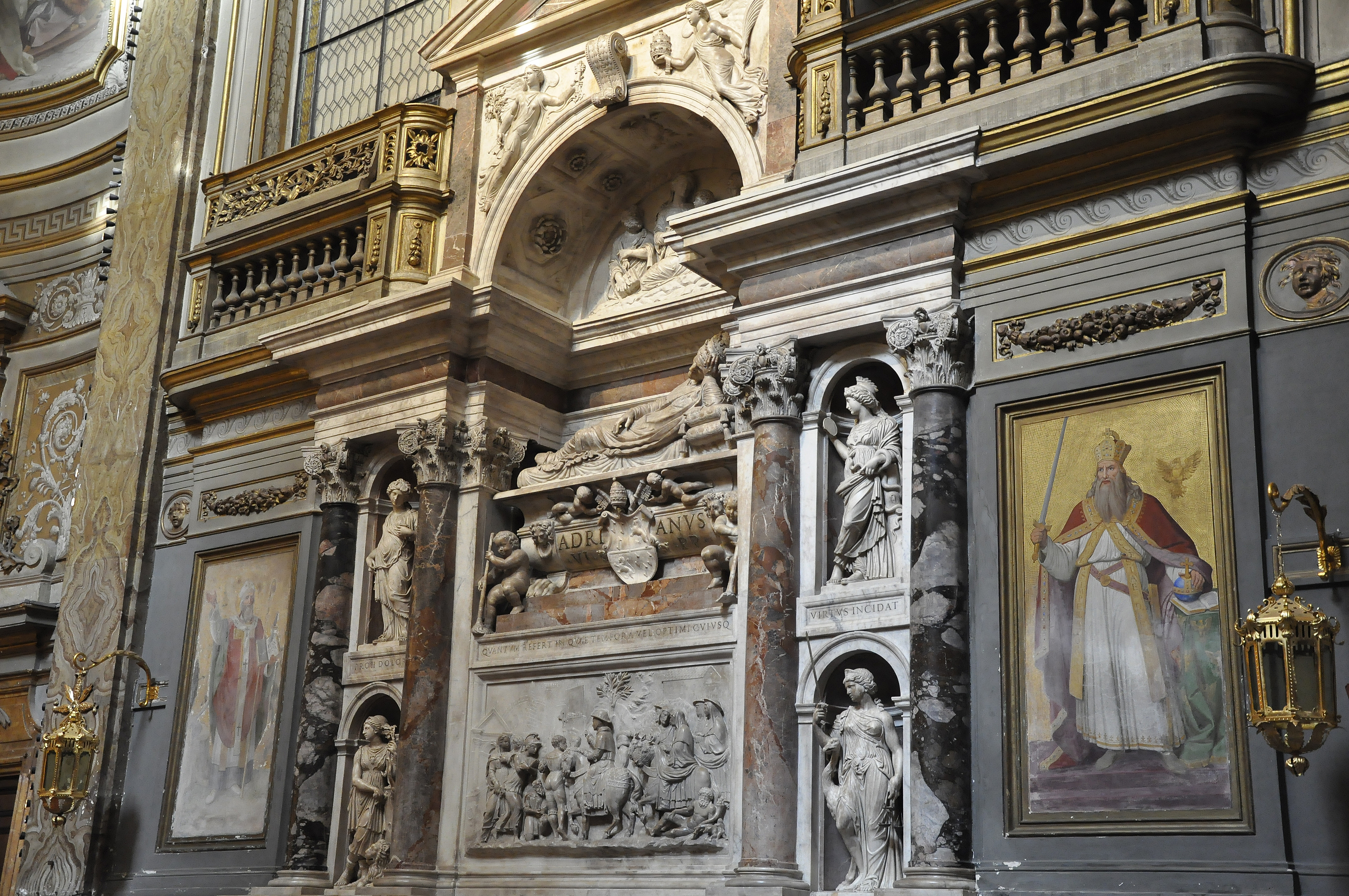
Надгробный монумент папы Адриана VI. Между 1524 и 1527. Архитектор Б. Перуцци, скульптор Анджело ди Мариано
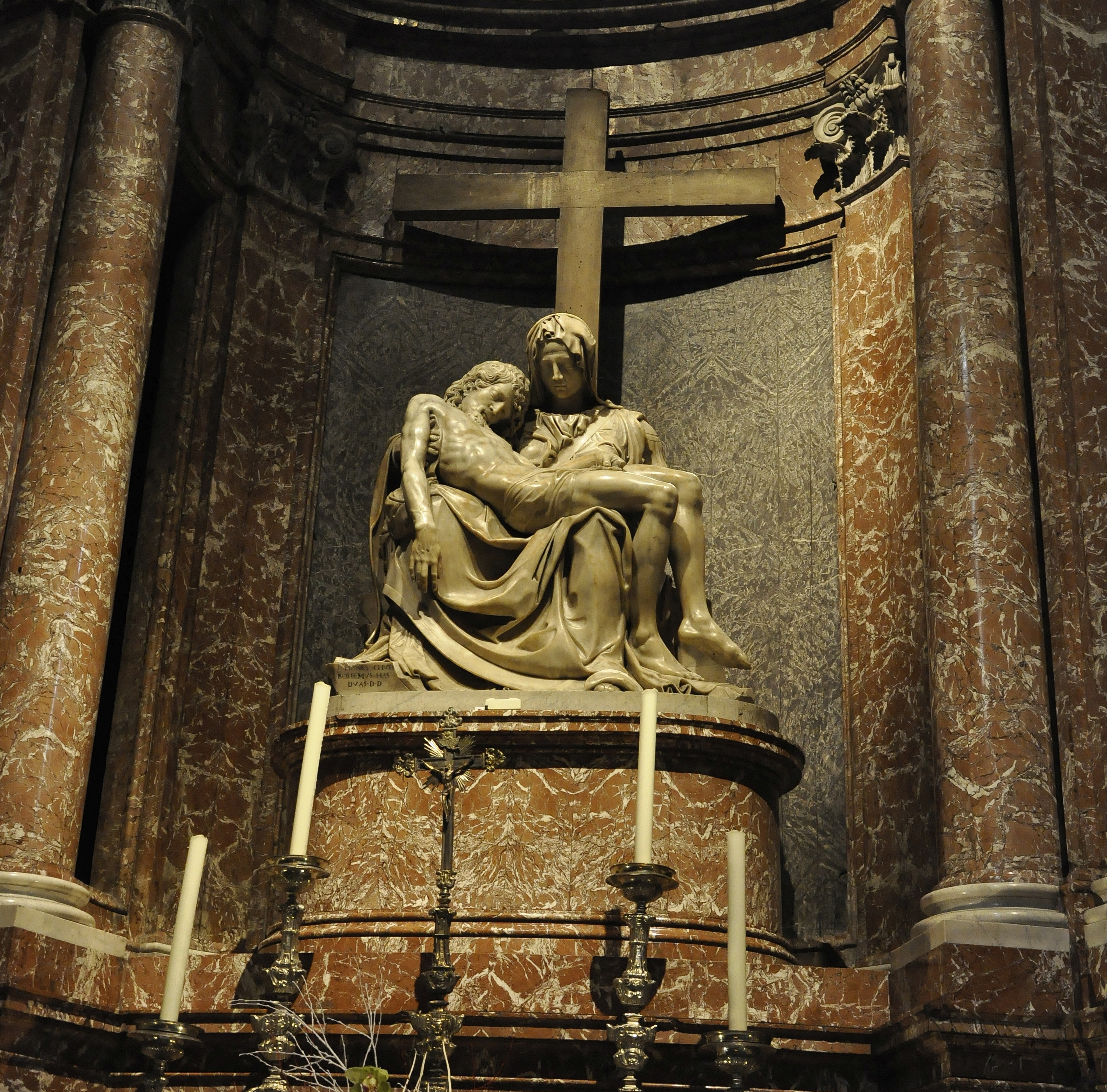
Нанни ди Баччо Биджи. Копия «Пьеты» Микеланджело
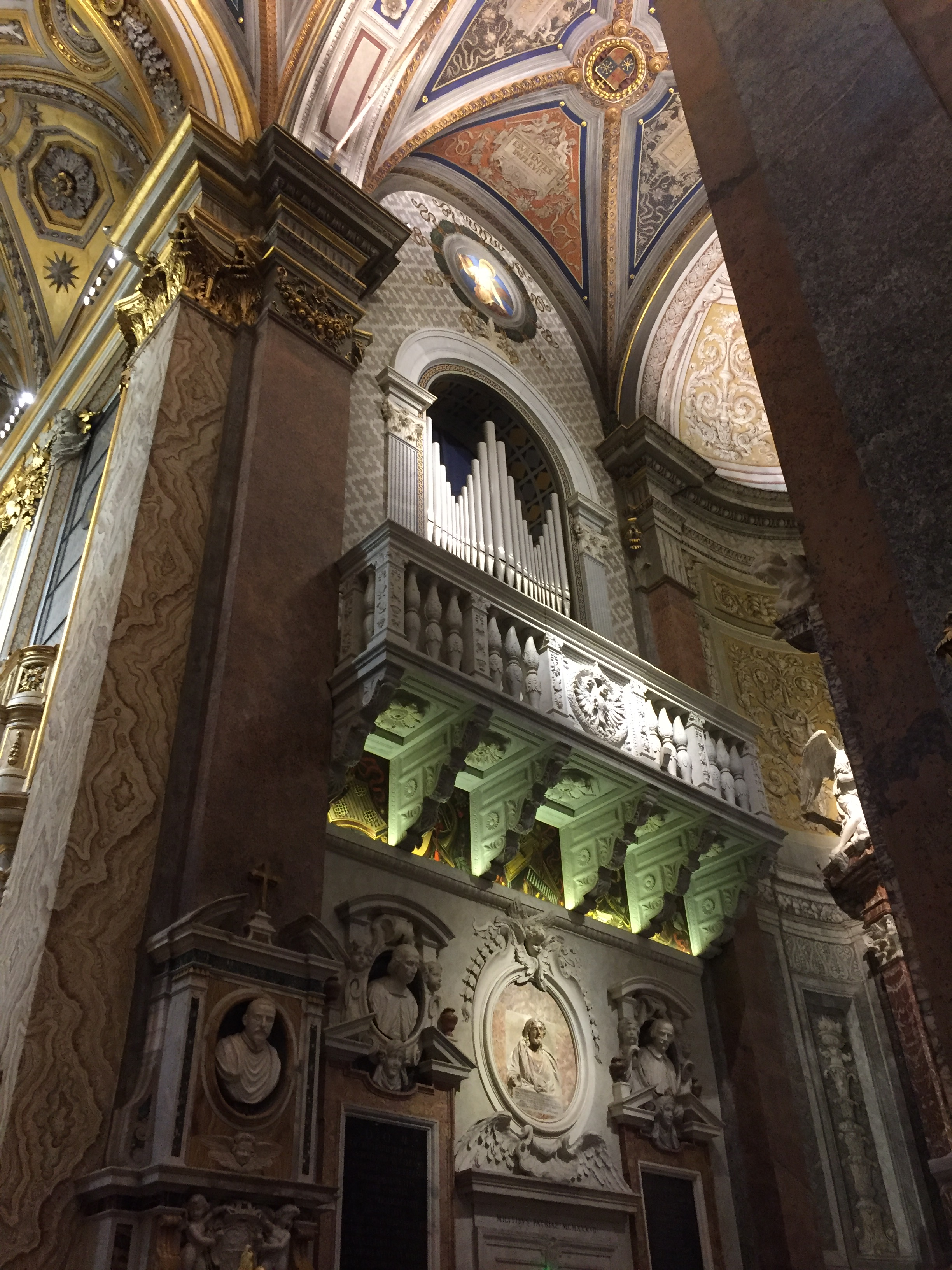
Орган церкви
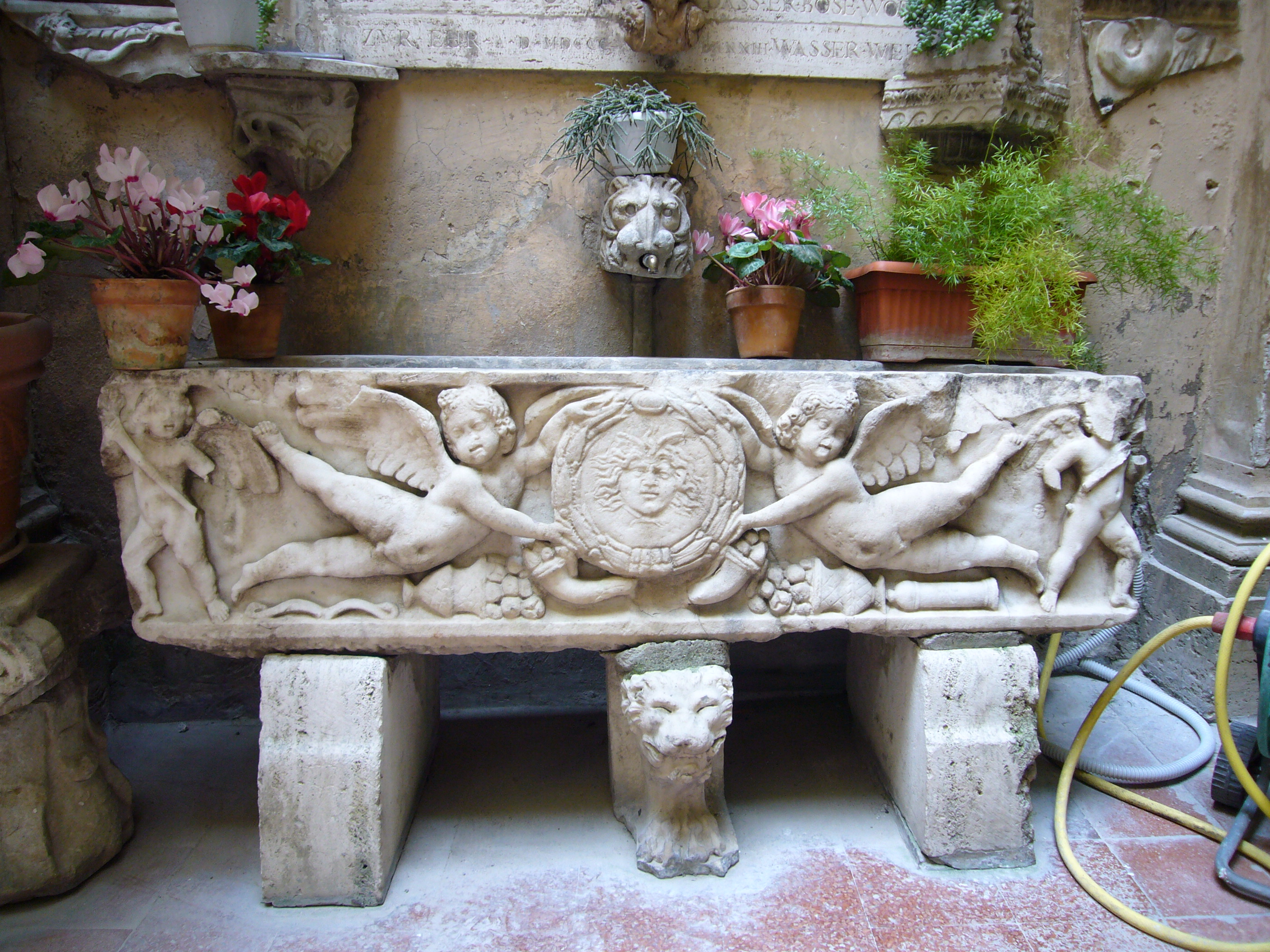
Древнеримский саркофаг во дворе церкви